# Motins da Noite Branca
Os motins da Noite Branca foram uma série de eventos violentos desencadeados pelo anúncio de uma sentença branda para Dan White pelos assassinatos de George Moscone, o prefeito de São Francisco, e de Harvey Milk, membro do Conselho de Supervisores da cidade, que foi um dos primeiros políticos abertamente gays eleitos nos Estados Unidos [en]. Os eventos ocorreram na noite de 21 de maio de 1979, em São Francisco. Naquele dia, White foi condenado por homicídio culposo, a condenação mais leve possível por suas ações. A sentença menos grave indignou a comunidade gay da cidade, desencadeando a reação mais violenta de americanos gays desde os distúrbios de Stonewall em Nova York em 1969.
A comunidade gay de São Francisco [en] já tinha um conflito de longa data com o Departamento de Polícia de São Francisco. O status de White como ex-policial intensificou a raiva da comunidade contra o departamento. As manifestações iniciais ocorreram como uma marcha pacífica pelo bairro Castro de São Francisco. Após a chegada da multidão à Prefeitura de São Francisco, a violência começou. Os eventos causaram danos materiais de centenas de milhares de dólares à Prefeitura e à área circundante, além de ferimentos a policiais e manifestantes.
Várias horas após a revolta ser dispersada, a polícia realizou uma incursão retaliatória em um bar gay no bairro Castro de São Francisco. Muitos frequentadores foram agredidos por policiais em equipamento antimotim. Duas dúzias de prisões foram feitas durante a incursão, e várias pessoas posteriormente processaram o Departamento de Polícia de São Francisco.
Nos dias seguintes, líderes gays se recusaram a pedir desculpas pelos eventos daquela noite. Isso levou a um aumento do poder político da comunidade gay, que culminou na eleição da prefeita Dianne Feinstein para um mandato completo na eleição de novembro seguinte. Em resposta a uma promessa de campanha, Feinstein nomeou um Chefe de Polícia pró-gay, o que aumentou o recrutamento de pessoas gays na força policial e aliviou as tensões.

## Contexto

### História gay de São Francisco
Os colonos americanos que se mudaram para o oeste, em direção à Califórnia, nos séculos XVIII e XIX, eram majoritariamente homens, como prospectores e mineiros. Eventos como a corrida do ouro na Califórnia criaram uma sociedade predominantemente masculina naquela região. Amizades românticas eram comuns e frequentemente toleradas. À medida que São Francisco foi colonizada, a proporção de homens em relação às mulheres permaneceu desproporcionalmente alta, resultando no crescimento de uma cultura mais aberta à homossexualidade. O notório distrito de bordéis da cidade – chamado Costa Bárbara [en] – deu à cidade a reputação de uma sociedade sem lei e amoral, levando São Francisco a ser conhecida como "Sodoma à Beira-Mar".
O fim da Proibição incentivou a abertura de vários bares gays ao longo de North Beach. Os mais notáveis foram o Black Cat [en], onde shows de imitação feminina se tornaram a principal atração, e um bar lésbico conhecido como Mona's.
Durante a Segunda Guerra Mundial, São Francisco tornou-se um ponto de desembarque importante para militares estacionados no Teatro do Pacífico. As Forças Armadas dos EUA, que estavam preocupadas com a homossexualidade masculina [en], tinham uma política de dispensar militares pegos em estabelecimentos gays conhecidos com dispensa azul. Como muitos desses homens enfrentavam ostracismo de suas comunidades e famílias, eles optaram por permanecer na cidade. O número de homens que ficaram foi um fator significativo na criação de uma comunidade homossexual em São Francisco.

### Ativismo gay em São Francisco
Em 1951, a Suprema Corte da Califórnia confirmou, no caso Stoumen v. Reilly, o direito dos homossexuais de se reunirem pacificamente. Para ajudar homossexuais com problemas legais, em 1951, o ativista trabalhista Harry Hay fundou a Mattachine Foundation em sua sala de estar em Los Angeles. Dois anos depois, a Mattachine Society expandiu-se para várias cidades por meio das habilidades organizacionais de Chuck Rowland e sob a liderança de líderes menos radicais, como Ken Burns em Los Angeles, Hal Call em São Francisco, Curtis Dewees, Joe McCarthy e Tony Segura em Nova York, e Prescott Townsend em Boston. Alguns anos depois, Phyllis Lyon e Del Martin fundaram as Daughters of Bilitis com outras seis mulheres em São Francisco, inicialmente para ter um espaço para socializar sem medo de assédio ou prisão. Em poucos anos, ambas as organizações se conheceram e passaram a ter objetivos semelhantes: ajudar a assimilar homossexuais na sociedade em geral, trabalhar pela reforma legal para revogar leis de sodomia e assistir aqueles que eram presos. Ambas as organizações tinham sua sede em São Francisco até 1957, onde The Ladder era editado por Lyon e Martin, enquanto The Mattachine Review era editado por Hal Call. Ambas as publicações eram impressas pela Pan Graphic Press de Call.
A polícia continuou a prender homossexuais em grande número, frequentemente trazendo camburões para bares gays e prendendo seus frequentadores. As acusações geralmente eram descartadas, mas os presos muitas vezes perdiam seu anonimato quando jornais publicavam seus nomes, endereços e locais de trabalho. Os policiais também notificavam o empregador e a família dos acusados, causando sérios danos às suas reputações.
Em 1964, um evento beneficente de Ano Novo foi realizado para o Conselho sobre Religião e o Homossexual. A polícia ficou do lado de fora com grandes holofotes e, em um esforço de intimidação, tirou fotos de qualquer pessoa que entrasse no prédio. Mais tarde, vários policiais exigiram entrar. Três advogados explicaram que, segundo a lei da Califórnia, o evento era uma festa privada e eles não poderiam entrar sem comprar ingressos. Os advogados foram então presos. Vários ministros presentes realizaram uma coletiva de imprensa na manhã seguinte, comparando o Departamento de Polícia de São Francisco à Gestapo. Até mesmo o arcebispo católico condenou fortemente as ações da polícia. Em uma tentativa de reduzir tal assédio, dois policiais foram encarregados de melhorar a relação do departamento de polícia com a comunidade gay.
A Mattachine Society e as Daughters of Bilitis promoviam uma educação não confrontacional para homossexuais e heterossexuais, buscando provar que os homossexuais eram respeitáveis e normais. Além do âmbito majoritariamente branco e de classe média dessas organizações, havia uma comunidade ativa de travestis, prostitutos e "rainhas de rua" que trabalhavam principalmente no distrito de Tenderloin da cidade. Após terem o serviço negado na Cafeteria de Gene Compton, alguns ativistas fizeram um piquete no restaurante em 1966. Dias depois, de madrugada, a polícia chegou para prender frequentadores em trajes de drag. Uma revolta eclodiu [en] quando uma drag queen jogou o conteúdo de uma xícara de café no rosto de um policial em resposta ao agarro de seu braço pelo oficial. As janelas de vidro da cafeteria foram destruídas na confusão e, novamente, alguns dias depois, após serem substituídas. Embora três anos depois os Distúrbios de Stonewall tivessem um impacto mais significativo, as revoltas da Cafeteria de Compton estão entre as primeiras na história americana em que homossexuais e a recém-formada comunidade transgênero lutaram contra as autoridades.

### História política
São Francisco continuou a crescer como um refúgio para homossexuais. North Beach e Polk Street eram bairros tranquilos, cada um com uma grande população homossexual, mas na década de 1960 o crescimento do bairro Castro superou ambos. Milhares de homens gays migraram para São Francisco, transformando o tranquilo bairro operário irlandês ao redor da Castro Street em um vibrante centro de atividades. Enquanto isso, muitas lésbicas mudaram suas residências e negócios para a próxima rua Valencia no bairro Mission [en]. O nova-iorquino Harvey Milk se mudou para a rua Castro em 1972 e abriu a Castro Camera no ano seguinte. Insatisfeito com o nível de apatia e indiferença burocrática em relação à comunidade gay, Milk decidiu concorrer a supervisor da cidade. Por meio de suas várias campanhas, culminando em sua eleição em 1977, ele se tornou a voz política da comunidade gay, promovendo-se como o "Prefeito da Castro Street". Em 1977, relatou-se que 25 por cento da população de São Francisco era gay.
No Dia do Trabalho de 1974, as tensões entre a comunidade gay e o Departamento de Polícia de São Francisco atingiram um ápice quando um homem foi espancado e preso enquanto caminhava pela Castro Street. Reforços policiais apareceram subitamente na rua, com seus números de distintivo escondidos, e agrediram dezenas de homens gays. Destes, 14 foram presos e acusados de obstruir uma calçada. Harvey Milk apelidou-os de "Castro 14", e uma ação judicial de US$ 1,375 milhão foi movida contra a polícia.
Em 1975, após George Moscone ser eleito prefeito, ele nomeou Charles Gain como Chefe de Polícia. Gain, cuja posição conciliatória em relação aos afro-americanos o marcou como um dos policiais mais liberais do país, logo atraiu a ira da força policial. Gain implementou políticas que se mostraram impopulares entre seus subordinados, como pintar os carros de polícia de azul claro e proibir os policiais de beber durante o serviço. Suas políticas lenientes em relação aos gays também irritaram a força policial. Quando questionado sobre o que faria se um policial gay saísse do armário, Gain respondeu: "Acho que um policial gay poderia ser aberto sobre isso sob meu comando. Se eu tivesse um policial gay que se assumisse, eu o apoiaria 100 por cento." Essa declaração causou comoção no departamento de polícia e ganhou manchetes nacionais. Feita na primeira semana de Gain como chefe, a declaração também tornou o prefeito Moscone extremamente impopular entre os policiais. Os dois eram tão intensamente malvistos pela polícia que, em 1977, circularam rumores sobre um plano de policiais de direita para assassinar Gain, e um ano depois, planos semelhantes surgiram contra o prefeito Moscone.

### Assassinato de Harvey Milk

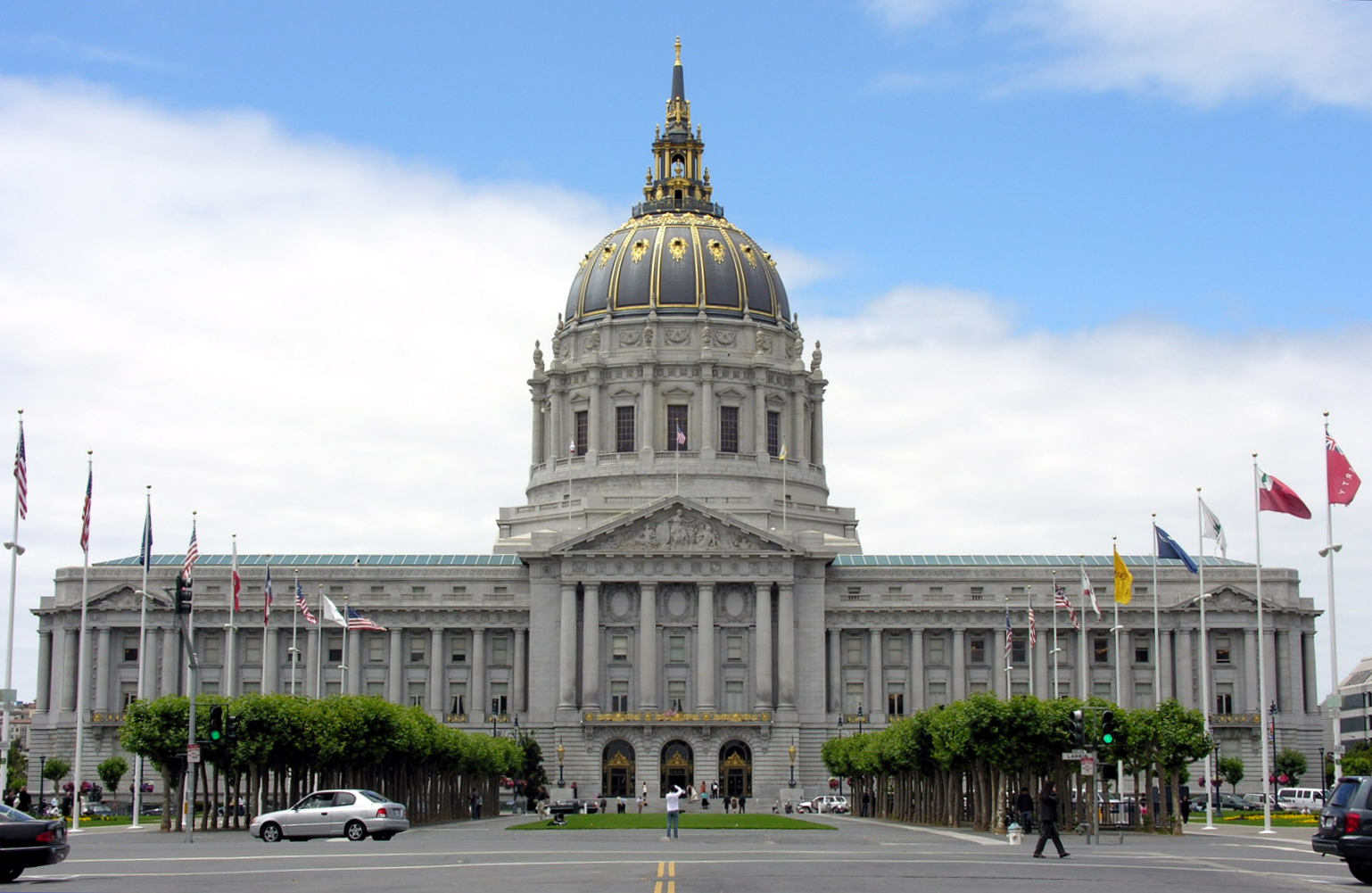
Prefeitura de São Francisco, onde os assassinatos ocorreram. O edifício foi gravemente danificado durante as revoltas

Insatisfeito com a política da cidade e enfrentando dificuldades financeiras devido ao fracasso de seu restaurante e ao baixo salário anual de US$ 9.600, o ex-policial e Supervisor Dan White renunciou ao Conselho de Supervisores de São Francisco em 10 de novembro de 1978. No entanto, após uma reunião com a associação de policiais e a Junta de Corretores de Imóveis, White anunciou que queria seu cargo de volta. Supervisores liberais viram isso como uma oportunidade para acabar com a divisão de 6-5 no Conselho que bloqueava iniciativas progressistas que desejavam implementar. Após intenso lobby dos Supervisores Milk e Silver, bem como do Deputado Estadual Willie Brown, Moscone anunciou em 26 de novembro de 1978 que não reconduziria Dan White ao assento que ele havia desocupado.
Na manhã seguinte, White foi à Prefeitura armado com seu revólver .38 Smith & Wesson de policial e 10 cartuchos extras no bolso do casaco. Para evitar o detector de metais, ele entrou no prédio por uma janela do porão e dirigiu-se ao escritório do prefeito George Moscone. Após uma breve discussão, White atirou no prefeito no ombro e no peito, e depois duas vezes na cabeça. White então caminhou até seu antigo escritório, recarregando a arma, e pediu que Milk se juntasse a ele. White atirou em Milk no pulso, ombro e peito, e depois duas vezes na cabeça. A Supervisora Dianne Feinstein ouviu os disparos e chamou a polícia, que encontrou Milk de bruços, sangrando devido aos ferimentos na cabeça.

### Veredito de Dan White
White foi acusado de assassinato em primeiro grau com "circunstâncias especiais", que permitiriam a pena de morte sob os termos da Proposição 7 da Califórnia de 1978. As circunstâncias alegadas neste caso eram que o prefeito Moscone foi morto para impedir a nomeação de alguém para preencher o assento de Supervisor da Cidade que Dan White havia renunciado, e também que várias pessoas foram mortas.
A sentença de White foi reduzida, em parte, devido à chamada defesa Twinkie. A defesa de White argumentou que ele sofria de capacidade diminuída como resultado de sua depressão, um sintoma da qual era uma mudança na dieta, de alimentos saudáveis para Twinkies e outros alimentos açucarados. Ao contrário dos relatos contemporâneos, os advogados de White não argumentaram que os Twinkies foram a causa de suas ações, mas que seu consumo era sintomático de sua depressão subjacente. O produto em si foi mencionado apenas de passagem durante o julgamento.
O júri ouviu uma gravação da confissão de White, que consistia em um discurso altamente emocional sobre a pressão que ele estava sofrendo, e os membros do júri choraram em solidariedade ao réu. White representava a "velha guarda" de São Francisco, que desconfiava da entrada de grupos minoritários na cidade e representava uma visão mais conservadora e tradicional, que as forças mais liberais da cidade, como Moscone e Milk, eram percebidas como erodindo. Membros dos Departamentos de Polícia e Bombeiros de São Francisco arrecadaram mais de US$ 100.000 para defender White, e alguns usavam camisetas com a inscrição "Libertem Dan White".
Em 21 de maio de 1979, White foi considerado culpado pelo homicídio culposo do prefeito Moscone e do Supervisor Milk. Ele foi sentenciado a sete anos e oito meses na prisão de Soledad. Com bom comportamento, ele tinha a chance de ser libertado após cumprir dois terços de sua sentença, cerca de cinco anos. Ao ouvir o veredicto, o Promotor Distrital Joseph Freitas, Jr., disse: "Foi uma decisão errada. O júri foi dominado por emoções e não analisou suficientemente as evidências de que isso foi um assassinato deliberado e calculado." Em defesa de seu cliente, o advogado de White, Douglas Schmidt, afirmou que White "está cheio de remorso e acho que ele está em uma condição muito ruim."
White confirmaria mais tarde que os assassinatos foram premeditados. Em 1984, ele disse ao ex-inspetor de polícia Frank Falzon que não apenas planejou matar Moscone e Milk, mas também tinha planos de matar o Deputado Willie Brown e a Supervisora Carol Ruth Silver. Ele acreditava que os quatro políticos estavam tentando bloquear sua recondução como Supervisor. Falzon citou White dizendo: "Eu estava em uma missão. Eu queria os quatro. Carol Ruth Silver, ela era a maior cobra ... e Willie Brown, ele estava orquestrando tudo."

## Revoltas

### Marcha pelo Castro
Ao ser informado do veredicto, o amigo de Milk e ativista Cleve Jones discursou para uma audiência de cerca de 500 pessoas reunidas na Castro Street, informando-os sobre o veredicto. Com gritos de "Saiam dos bares e venham para as ruas", Jones liderou uma multidão pela Castro Street, com o número de pessoas aumentando à medida que saíam de cada bar. A multidão deu a volta e marchou novamente pelo Castro, agora contando com cerca de 1.500 pessoas.
Em uma entrevista de 1984, Jones expressou o sentimento da multidão ao começarem a se reunir na Castro Street após a notícia do veredicto, afirmando: "A raiva no rosto das pessoas — vi pessoas que conhecia há anos, e elas estavam furiosas. Isso, para mim, foi a coisa mais assustadora. Todas essas pessoas que eu conhecia do bairro, garotos da esquina, pessoas com quem peguei ônibus, lá fora, gritando por sangue."

### Violência na Prefeitura

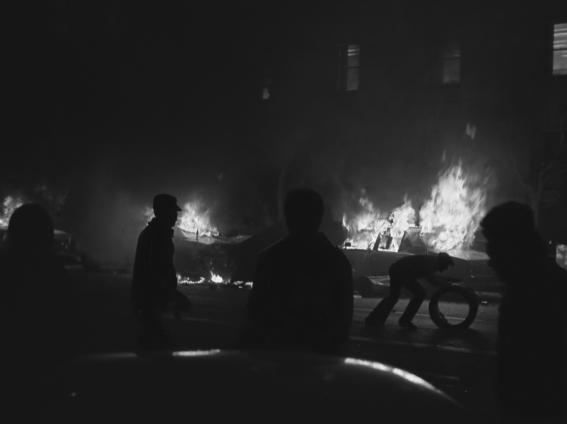
Manifestantes causando danos materiais na Praça do Centro Cívico. Carros de polícia em chamas são vistos ao fundo

Quando a multidão chegou à Prefeitura, seu número havia crescido para mais de 5.000 pessoas. Os manifestantes gritavam slogans como "Matem Dan White!" e "Fora Dianne!", uma referência à prefeita Dianne Feinstein. Os poucos policiais de serviço no local estavam incertos sobre como lidar com a situação, e o Departamento de Polícia, desacostumado com uma multidão gay enfurecida, também não sabia como proceder. Os manifestantes estavam convencidos de que a polícia e a promotoria haviam conspirado para evitar uma sentença severa para White, embora o promotor Thomas Norman negasse isso repetidamente até sua morte.
Membros da multidão arrancaram ornamentos dourados das portas de ferro forjado do prédio e os usaram para quebrar as janelas do primeiro andar. Vários amigos de Harvey Milk monitoraram e tentaram conter a multidão, incluindo o parceiro de longo prazo de Milk, Scott Smith. Uma formação de policiais apareceu no lado norte da Praça do Centro Cívico, e aqueles que tentavam conter a multidão sentaram-se, gratos pelos reforços. No entanto, os policiais não se limitaram a conter a multidão e, em vez disso, atacaram-na com cassetetes.
Um jovem usou um poste de sinalização de metal para quebrar a janela de um carro de polícia, e dois de seus companheiros jogaram papel higiênico em chamas no estofado, incendiando-o. Mais uma dúzia de carros de polícia foram destruídos de maneira semelhante por esses três jovens, enquanto outros incendiaram mais oito veículos não policiais. A foto na capa do álbum de 1980 da banda Dead Kennedys, Fresh Fruit for Rotting Vegetables, que mostra vários carros de polícia em chamas, foi tirada naquela noite. Vários membros da multidão jogaram gás lacrimogêneo, que haviam roubado de veículos policiais. Revoltas começaram a eclodir, com uma turba interrompendo o tráfego. Trólebus elétricos foram desativados quando seus fios aéreos foram arrancados, e a violência estourou contra os policiais, que estavam em menor número. O Chefe de Polícia Charles Gain, dentro da Prefeitura, ordenou que os policiais não atacassem e apenas mantivessem suas posições.
A prefeita Feinstein e a Supervisora Carol Ruth Silver discursaram para os manifestantes na tentativa de acalmar a situação. A prefeita Feinstein disse que recebeu a notícia do veredicto "com descrença", e a Supervisora Silver afirmou: "Dan White escapou de um assassinato. É simples assim." Silver foi ferida ao ser atingida por um objeto voador. Mais de 140 manifestantes também ficaram feridos.

### Retaliação policial
Após quase três horas de gritos da multidão enfurecida, os policiais avançaram para reprimir a revolta. Relatos indicam que os policiais cobriram seus distintivos com fita preta — impedindo qualquer identificação — e atacaram os manifestantes. Dezenas de policiais invadiram a multidão, usando gás lacrimogêneo para afastar os manifestantes do prédio. Os policiais ficaram surpresos com a resistência que enfrentaram dos manifestantes, que tentaram empurrá-los de volta usando galhos de árvores, cromo arrancado de ônibus urbanos e asfalto arrancado da rua como armas. Enquanto um homem incendiava o último carro de polícia, ele gritou para um repórter: "Certifique-se de colocar no jornal que eu comi Twinkies demais." Sessenta policiais foram feridos, e cerca de duas dúzias de prisões foram realizadas.
A segunda etapa da violência foi uma incursão/revolta policial horas depois no bairro predominantemente gay do Castro, que vandalizou o bar Elephant Walk e feriu muitos de seus ocupantes. Após a ordem ser restaurada na Prefeitura, carros do Departamento de Polícia de São Francisco, carregando dezenas de policiais, dirigiram-se ao Bairro Castro. Policiais entraram no bar gay chamado Elephant Walk, apesar das ordens para não fazê-lo. Eles gritaram insultos como "chupadores de p** sujos" e "bichas doentes", quebraram as grandes janelas de vidro plano do bar e atacaram os frequentadores. Após 15 minutos, a polícia se retirou do bar e juntou-se a outros policiais que atacavam gays indiscriminadamente na rua. O incidente durou quase duas horas.
Quando o Chefe de Polícia Charles Gain soube da incursão não autorizada no Elephant Walk, ele foi imediatamente ao local e ordenou que seus homens saíssem. Mais tarde naquela noite, o repórter freelancer Michael Weiss viu um grupo de policiais celebrando em um bar no centro da cidade. "Estávamos na Prefeitura no dia [dos assassinatos] e estávamos sorrindo então," explicou um policial. "Estávamos lá esta noite e ainda estamos sorrindo."
Pelo menos 61 policiais e cerca de 100 membros do público foram internados durante a revolta. Um grande júri civil foi convocado para descobrir quem ordenou o ataque, mas terminou de forma inconclusiva com um acordo cobrindo reivindicações por danos pessoais e materiais.

### Consequências
Na manhã seguinte, líderes gays se reuniram em uma sala de comitê no Centro Cívico. O Supervisor Harry Britt, que substituiu Milk, juntamente com membros do Clube Democrático Harvey Milk, deixou claro que ninguém deveria se desculpar pelas revoltas. Britt informou em uma coletiva de imprensa: "As pessoas de Harvey Milk não têm nada pelo que se desculpar. Agora a sociedade terá que lidar conosco não como pequenas fadas simpáticas que têm salões de cabeleireiro, mas como pessoas capazes de violência. Não vamos mais tolerar Dan Whites." Os repórteres ficaram surpresos que um funcionário público endossasse os atos violentos da noite anterior, esperando um pedido de desculpas de Britt. Tentativas subsequentes de encontrar um líder gay que fizesse uma declaração de desculpas foram infrutíferas.
Naquela noite, 22 de maio, teria sido o 49º aniversário de Harvey Milk. As autoridades da cidade consideraram revogar a permissão para um comício planejado para aquela noite, mas decidiram não fazê-lo por medo de desencadear mais violência. As autoridades afirmaram que o comício poderia canalizar a raiva da comunidade em algo positivo. A polícia de São Francisco e das cidades vizinhas foi colocada em alerta pela prefeita Feinstein, e Cleve Jones coordenou planos de contingência com a polícia e treinou 300 monitores para vigiar a multidão. Aproximadamente 20.000 pessoas se reuniram nas ruas Castro e Market, onde o clima era "raivoso, mas contido". Os policiais monitoraram a multidão à distância, mas a multidão participou de uma celebração pacífica da vida de Milk. Os participantes dançaram ao som de músicas disco populares, beberam cerveja e cantaram uma homenagem a Milk.
Na mesma noite, por mais de três horas, cerca de cem pessoas realizaram uma manifestação na Praça Sheridan em Manhattan, para protestar contra o veredicto. Cerca de 20 policiais observaram o protesto, que começou às 20h, mas não houve prisões. Uma vigília à luz de velas foi planejada para dois dias depois, patrocinada pela Coalizão pelos Direitos de Lésbicas e Gays e pela Força-Tarefa Nacional Gay.
Em 14 de outubro de 1979, entre 75.000 e 125.000 pessoas marcharam em Washington pelos direitos gays. Muitos carregavam retratos de Milk e cartazes em homenagem ao seu legado. O comício, que Milk pretendia organizar, tornou-se, em vez disso, uma homenagem à sua vida.
Dan White foi libertado da prisão em 14 de janeiro de 1984, após cumprir cinco anos de uma sentença de sete anos e oito meses. Na noite seguinte à sua libertação, 9.000 pessoas marcharam pela Castro Street e queimaram sua efígie. As autoridades estaduais temiam uma tentativa de assassinato, e em resposta, Scott Smith pediu às pessoas que não retaliassem com violência. Ele declarou: "Harvey era contra a pena de morte. Ele era uma pessoa não violenta."
Dan White cometeu suicídio por envenenamento por monóxido de carbono em 21 de outubro de 1985. Ele conectou uma mangueira de borracha ao sistema de escapamento de seu carro e direcionou-a para o interior do veículo, que deixou encher com monóxido de carbono. A prefeita Feinstein disse: "Essa última tragédia deve fechar um capítulo muito triste na história desta cidade." Segundo o advogado do Condado de Orange, Jeff Walsworth, White expressou remorso pelos assassinatos em fevereiro de 1984. White teria afirmado que isso sempre lhe causaria um conflito interno. No entanto, o inspetor Falzon afirmou o contrário, comentando que em nenhum momento White expressou remorso de qualquer forma pelas mortes de Moscone e Milk.

## Análise

### Causas

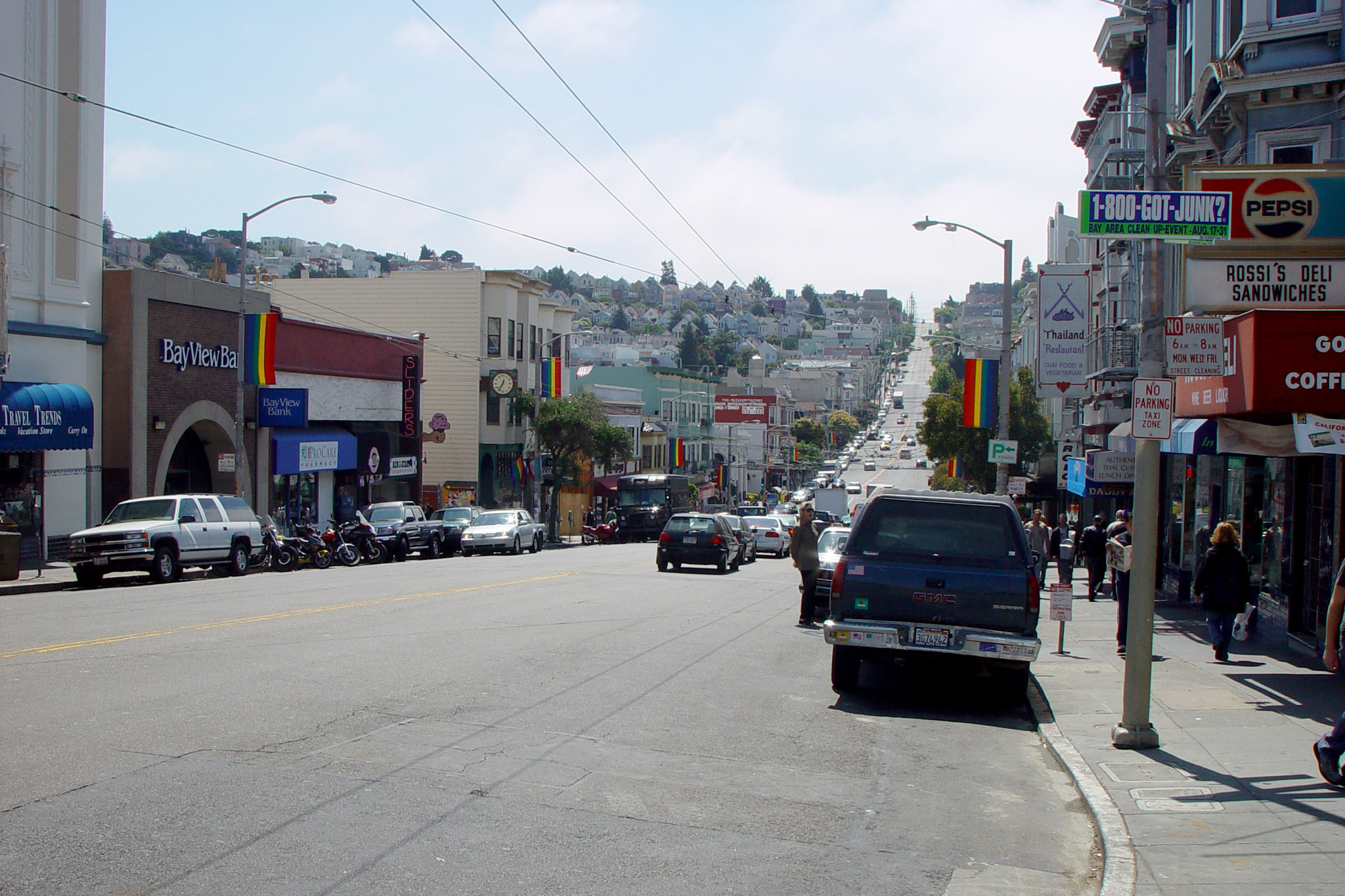
O bairro Castro de São Francisco tornou-se um dos primeiros redutos da emergente comunidade gay

A comunidade tinha um longo histórico de conflitos com o Departamento de Polícia de São Francisco. Após a Segunda Guerra Mundial, bares gays eram alvos frequentes de batidas policiais e tentativas do Departamento de Controle de Bebidas Alcoólicas da Califórnia de revogar suas licenças de bebidas alcoólicas.
O crescente poder político e econômico da comunidade gay da cidade entrava em conflito com as instituições conservadoras, como os departamentos de polícia e bombeiros, que estavam em declínio numérico. Em 1971, a polícia prendia em média 2.800 homens por ano por acusações de sexo em público; em comparação, 63 prisões desse tipo foram feitas na cidade de Nova York, embora até um quarto da população de São Francisco fosse relatada como gay na época. Em março de 1979, um ataque a um bar lésbico por policiais fora de serviço ganhou destaque na mídia nacional e destacou a tensão entre a comunidade LGBT e a polícia. O The Washington Post citou o incidente quando relatou, uma semana antes das Revoltas da Noite Branca, que a violência anti-homossexual havia "aumentado a um nível sem precedentes na história recente de São Francisco", incluindo o que a comunidade gay percebia como "crescente assédio e abuso direcionados a homossexuais pela própria polícia", além da indiferença das autoridades municipais.
Quando Dan White foi considerado culpado de homicídio culposo, sua bem-sucedida defesa de capacidade diminuída enfureceu a comunidade gay. O fato de os departamentos de polícia e bombeiros terem arrecadado dinheiro para sua defesa deu um foco à raiva da comunidade, voltando-a contra o governo municipal e, especialmente, contra o Departamento de Polícia de São Francisco.

### Efeitos na política de São Francisco
Com as eleições municipais de 1979 ocorrendo apenas meses após a revolta, líderes gays proeminentes temiam uma reação nas urnas. As eleições transcorreram sem incidentes, e a comunidade gay teve um desempenho melhor do que o esperado, exercendo uma influência sem precedentes. Embora o candidato a prefeito gay praticamente desconhecido, David Scott, tenha ficado em terceiro lugar na eleição, sua performance foi forte o suficiente para forçar a prefeita Feinstein a enfrentar um segundo turno contra o conservador Supervisor Municipal Quentin Kopp. As promessas de Feinstein de nomear mais pessoas gays para cargos públicos e sua intensa campanha no Castro garantiram que ela conquistasse apoio suficiente da comunidade gay para vencer o mandato completo como prefeita.
Uma das primeiras ações da prefeita Feinstein após ser eleita foi anunciar a nomeação de Cornelius Murphy como o novo Chefe de Polícia. Murphy declarou que os carros de polícia não seriam mais pintados de azul claro, mas sim repintados como "preto e branco machos". Isso agradou os policiais de base e restaurou a confiança na liderança policial. Murphy também prometeu manter a política progressista em relação aos gays implementada por seu antecessor. Em 1980, um em cada sete novos recrutas policiais era gay ou lésbica. Em uma de suas últimas aparições públicas, o Chefe de Polícia cessante Charles Gain afirmou que esperava plenamente ver o dia em que São Francisco teria tanto um prefeito quanto um Chefe de Polícia gays. Em outubro de 1985, uma organização para policiais gays na Califórnia, a Golden State Peace Officers Association, foi incorporada como uma organização sem fins lucrativos. Ela foi fundada por Art Roth, um policial de Oakland que esteve presente na noite das revoltas.

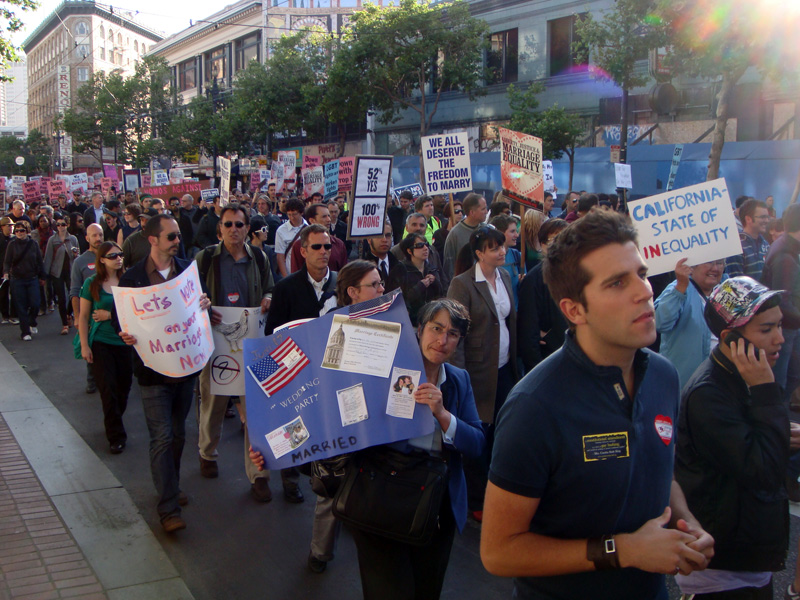
Manifestantes no comício "Dia da Decisão" marcharam pela Rua Market no centro de São Francisco após a decisão da Suprema Corte da Califórnia.

Trinta anos após o anúncio do veredicto de culpa de Dan White, a Suprema Corte da Califórnia preparou sua decisão sobre o caso Strauss v. Horton. O caso buscava anular a Proposição 8, que adicionou a declaração "Apenas o casamento entre um homem e uma mulher é válido ou reconhecido na Califórnia" ao Artigo I, seção 7.5 da Constituição do Estado da Califórnia. Essa iniciativa de votação, aprovada em 2008, eliminou o direito de casais do mesmo sexo de se casarem no estado.
Em maio de 2009, enquanto a Corte preparava seu anúncio, rumores circularam na internet de que o prefeito de São Francisco, Gavin Newsom, havia pedido à corte para não anunciar a decisão em 21 de maio. Sugeriu-se que ele fez esse pedido para que o anúncio não coincidisse com o 30º aniversário das Revoltas da Noite Branca. Em 26 de maio, a corte manteve a validade da Proposição 8, mas decidiu que os 18.000 casamentos já realizados permaneceriam válidos. Em 2013, o casamento entre pessoas do mesmo sexo tornou-se novamente legal quando essa iniciativa de votação foi considerada inconstitucional pela Suprema Corte dos EUA em Hollingsworth v. Perry.

### Efeitos no movimento contra a AIDS

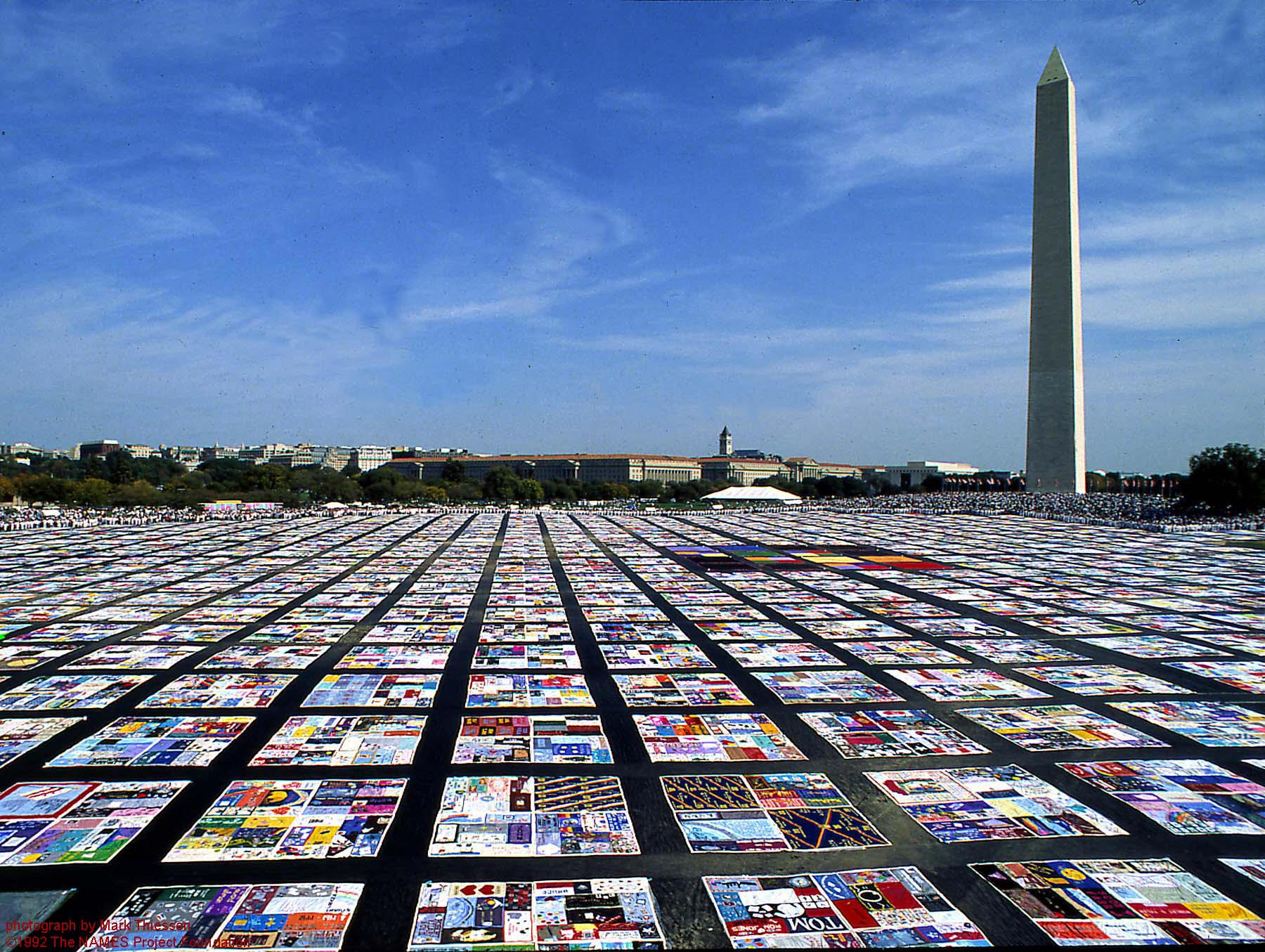
A colcha do Projeto NAMES AIDS, representando pessoas que morreram de AIDS, em frente ao Monumento a Washington

Cleve Jones desempenhou um papel importante na investigação das revoltas e, desde então, tornou-se um ativista proeminente. Ele abandonou a escola para trabalhar como consultor legislativo dos Presidentes da Assembleia do Estado da Califórnia, Leo McCarthy e Willie Brown. Ele também passou um tempo organizando campanhas políticas. Em 1981, enquanto trabalhava como consultor do Comitê de Saúde da Assembleia do Estado da Califórnia, ele tomou conhecimento de homens gays em São Francisco contraindo doenças incomuns, como o sarcoma de Kaposi. A comunidade gay acabou sendo gravemente afetada pela pandemia de AIDS, e Jones tornou-se um ativista-chave contra a AIDS. Jones co-fundou a Kaposi's Sarcoma Research & Education Foundation, que em 1982 se tornou a Fundação AIDS de São Francisco. Em 27 de novembro de 1985, durante uma vigília à luz de velas no aniversário dos assassinatos de Moscone-Milk, Jones soube que 1.000 pessoas haviam morrido de AIDS. Ele propôs a criação de uma colcha, em memória daqueles que haviam falecido. Em 1987, Jones, que na época já era HIV-positivo, lançou a Colcha Memorial do Projeto NAMES AIDS. Até 2009, a colcha consistia em mais de 44.000 painéis individuais. Em uma entrevista de 2004, Jones disse: "Pensei, que símbolo perfeito; um símbolo quente, reconfortante, de classe média, de valores familiares tradicionais americanos para associar a essa doença que está matando homossexuais, usuários de drogas intravenosas e imigrantes haitianos, e talvez, apenas talvez, possamos aplicar esses valores familiares tradicionais à minha família."